# Gojan i Madh
Gojan i Madh – wieś położona w północnej części Albanii w gminie Gjegjan.

## Demografia
Według spisu ludności z 1989 roku we wsi Gojan i Madh mieszkało 1166 mieszkańców.